# Bandad palmmård
Bandad palmmård (Hemigalus derbyanus) är ett rovdjur i familjen viverrider och den enda arten i släktet Hemigalus.

## Utseende
Djuret är 41 till 62 centimeter långt (huvud och bål) och väger mellan 1,75 och 3 kilogram. Sedan tillkommer en 25 till 38 centimeter lång svans. Pälsens grundfärg är gulbrun, ljus orangebrun eller vitaktig. Djuret har en smal och långsträckt kropp och en påfallande lång nos. Den yviga svansen är med undantag av basen svart och vid basen förekommer två mindre strimmor. Vid övre delen av djurets rygg finns fyra eller fem mörka tvärband. Ansiktets mönster består av en smal mörk strimma från nosen till hjässan samt av en bredare mörk strimma per sida från nosen över ögat till örat. Bandad palmmård har vid händer och fötter fem fingrar respektive tår som är utrustade med böjda klor. Klorna kan dras in. Doftkörtlarna är små.

## Utbredning
Arten förekommer i tropiska regnskogar av Sydostasien. Det ursprungliga utbredningsområdet sträcker sig från södra Myanmar över Malackahalvön och Sumatra till Borneo. Från Myanmar rapporterades inga iakttagelser under 2000-talet. Bandad palmmård når i bergstrakter 1650 meter över havet men den är vanligast i låglandet. Arten vistas i olika slags skogar och den besöker ibland trädodlingar.

## Levnadssätt
Arten är aktiv på natten och vistas huvudsakligen på marken men den har bra förmåga att klättra. Den vilar i jordhålor eller håligheter i träd. Varje individ lever ensam. Födan består huvudsakligen av ryggradslösa djur som insekter, maskar och kräftdjur. Ryggradsdjur och frukter utgör bara en liten del av födan. Om artens sätt att fortplanta sig är inte mycket känt. Det föds en eller två ungar som efter ungefär 70 dagar börjar med fast näring.

## Status
Artens bestånd hotas av jakt för köttets skull. IUCN uppskattar att hela populationen minskade med 25 procent under de gångna 15 åren (räknad från 2015) och listar arten som nära hotad (NT).